# 앨라배마 셰이크스
앨라배마 셰이크스(Alabama Shakes)은 미국의 록 밴드이다.

## 디스코그래피
- Boys & Girls (2012)